# Alchemilla hildebrandtii
Alchemilla hildebrandtii är en rosväxtart som beskrevs av Adolf Engler. Alchemilla hildebrandtii ingår i släktet daggkåpor, och familjen rosväxter. Inga underarter finns listade i Catalogue of Life.